# Оршова-Педуре
Оршова-Педуре (рум. Orșova-Pădure) — село у повіті Муреш в Румунії. Входить до складу комуни Гургіу.
Село розташоване на відстані 271 км на північ від Бухареста, 35 км на північний схід від Тиргу-Муреша, 102 км на схід від Клуж-Напоки, 130 км на північний захід від Брашова.

## Населення
За даними перепису населення 2002 року у селі проживала 171 особа. Усі жителі села рідною мовою назвали румунську.
Національний склад населення села:
| Національність | Кількість осіб | Відсоток |
| -------------- | -------------- | -------- |
| румуни         | 166            | 97,1%    |
| цигани         | 5              | 2,9%     |